# Talisia obovata
Talisia obovata är en kinesträdsväxtart som beskrevs av Albert Charles Smith. Talisia obovata ingår i släktet Talisia och familjen kinesträdsväxter. Inga underarter finns listade i Catalogue of Life.